# Polycarpon tetraphyllum subsp. tetraphyllum
Polycarpon tetraphyllum subsp. tetraphyllum é uma subespécie de planta com flor pertencente à família Caryophyllaceae. 
A autoridade científica da subespécie é (L.) L., tendo sido publicada em Syst. Nat. ed. 10 881 (1759).
Os seus nomes comuns são policarpo-de-quatro-folhas, saboeira ou saboneteira.

## Portugal
Trata-se de uma subespécie presente no território português, nomeadamente em Portugal Continental, no Arquipélago dos Açores e no Arquipélago da Madeira.
Em termos de naturalidade é nativa de Portugal Continental e do Arquipélago dos Madeira e introduzida no Arquipélago dos Açores.

## Protecção
Não se encontra protegida por legislação portuguesa ou da Comunidade Europeia.